# Haselbourg
Haselbourg (deutsch Haselburg) ist eine französische Gemeinde mit 297 Einwohnern (Stand 1. Januar 2022) im Département Moselle in der Region Grand Est (bis 2015 Lothringen). Sie gehört zum Arrondissement Sarrebourg-Château-Salins.

## Geographie
Die Gemeinde liegt an der Zorn in den Vogesen, zwischen Sarrebourg (deutsch Saarburg) und Dabo (Dagsburg). Zur Gemeinde Haselbourg gehören die Weiler Guinguette (Gingelt), Kaysershoff (Kaiserhof) und Schacheneck.

## Geschichte
Der Ort ist eine römische Gründung und war einige Jahrhunderte lang ein Militärstützpunkt. Der Ortsname leitet sich von dem keltischen Wort Aïs ab, das „befestigter Ort“ bedeutet. Im 7. Jahrhundert wurde Haselbourg als Aschowa erwähnt, 1050 als Halbessurt. Im Jahr 1523 wurde das Dorf bis auf einen einzelnen Hof zerstört und erst ab 1568 wiederaufgebaut. Im Dreißigjährigen Krieg wurde Haselbourg abermals zerstört, kam 1661 zu Frankreich, wurde dann durch den Frieden von Frankfurt 1871 wieder deutsch und nach dem Ersten Weltkrieg wieder französisch. Auch in der Zeit des Zweiten Weltkriegs war die Region wieder unter deutscher Verwaltung.

## Wappen
Das Wappen ist redend: es besteht aus einer Haselnuss und einer durch eine Zinne angedeutete Befestigung (=bourg/Burg).

## Bevölkerungsentwicklung
| Jahr      | 1962 | 1968 | 1975 | 1982 | 1990 | 1999 | 2007 | 2019 |
| Einwohner | 262  | 265  | 290  | 299  | 351  | 305  | 318  | 330  |

## Sehenswürdigkeiten
- Kirche Saint-Louis, Monument historique
- Kapelle Saint-Fridolin, Monument historique

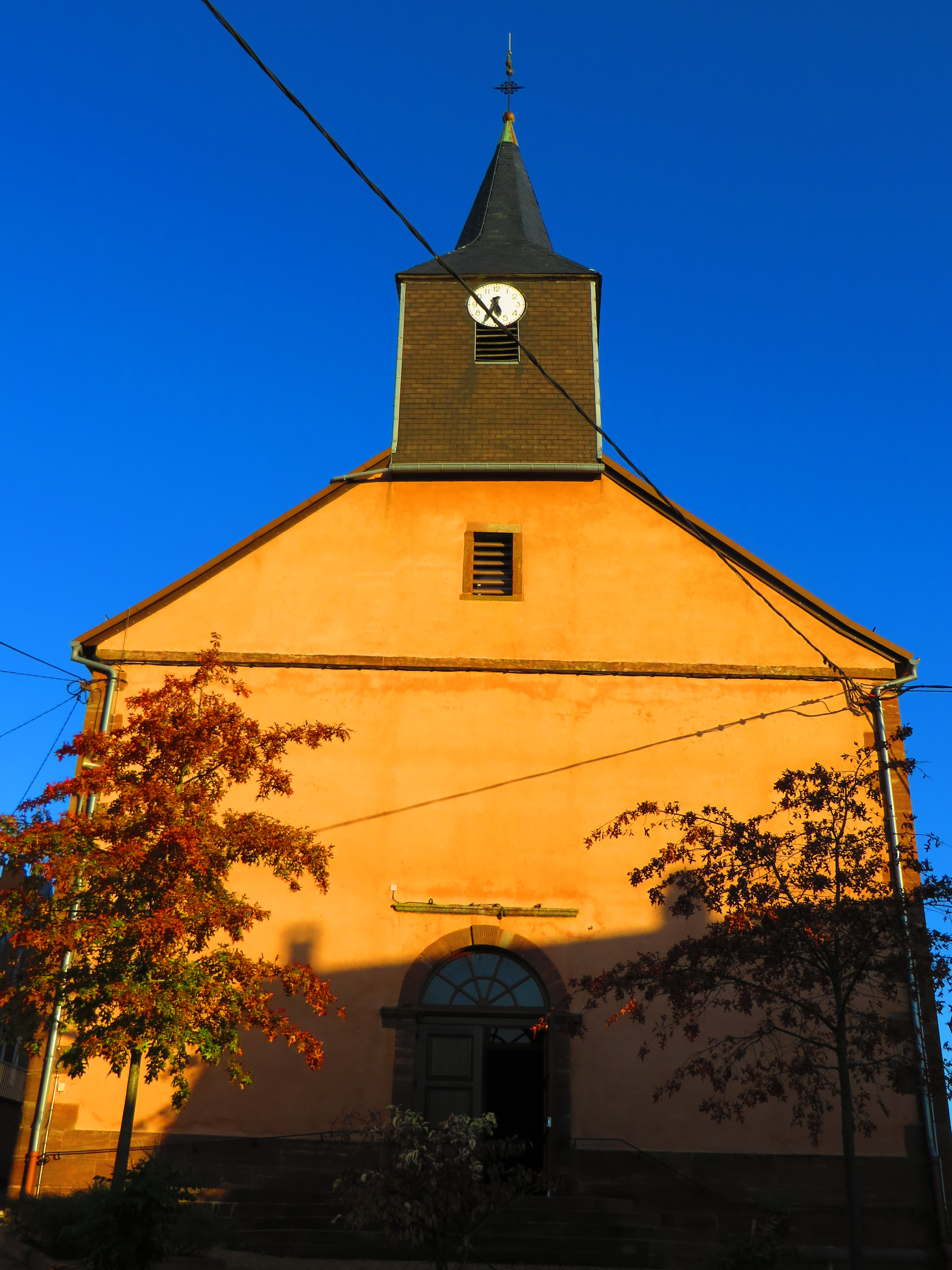
Kirche Saint-Louis
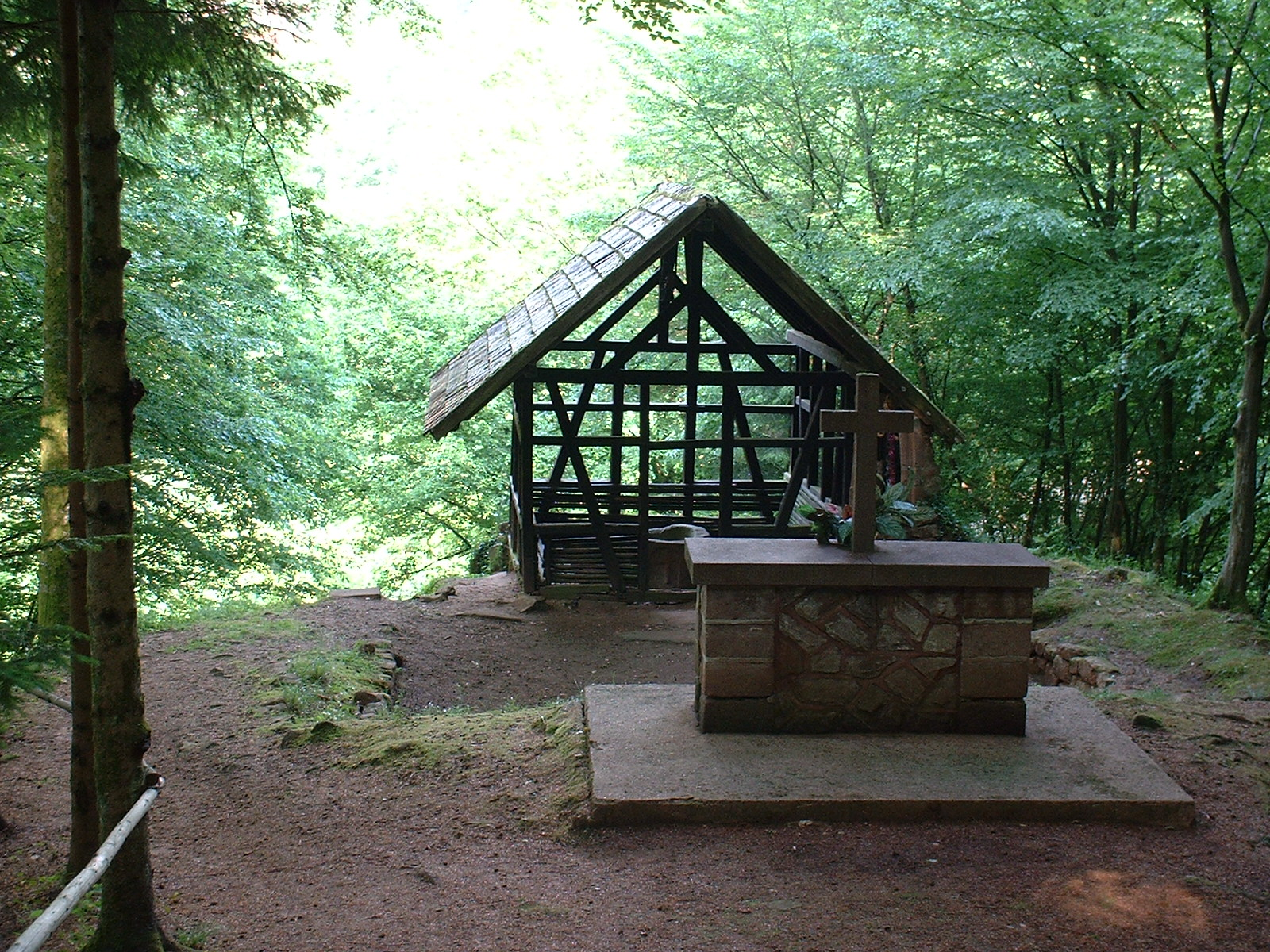
Kapelle Saint-Fridolin

## Belege
1. ↑  Wappenbeschreibung auf genealogie-lorraine.fr (französisch)